# 1993 VM
1993 VM är en asteroid i huvudbältet som upptäcktes den 7 november 1993 av de båda japanska astronomerna Seiji Ueda och Hiroshi Kaneda i Kushiro.
Den tillhör asteroidgruppen Flora.